# Ctenophthalmus hopkinsi
Ctenophthalmus hopkinsi är en loppart som beskrevs av Hubbard 1963. Ctenophthalmus hopkinsi ingår i släktet Ctenophthalmus och familjen mullvadsloppor.

## Underarter
Arten delas in i följande underarter:
- C. h. hopkinsi
- C. h. rahmi
- C. h. smiti